# 腓腹神経

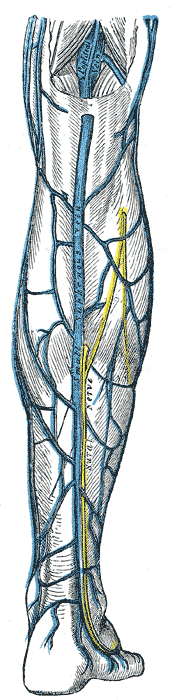
右下腿後面。小伏在静脈（太い青色）に並行して下行する腓腹神経（黄色）が見える。

腓腹神経（ひふくしんけい、英: sural nerve, short saphenous nerve、羅: nervus suralis）は、下腿を走行する末梢神経のひとつ。

## 走行
脛骨神経の枝の内側腓腹皮神経と、総腓骨神経の枝の外側腓腹皮神経のひとつである腓腹神経交通枝が結合して形成される。アキレス腱の外側縁近くを、小伏在静脈に沿って下行し、外果（外踝）と踵骨の間に入る。
外果の下からは外側足背皮神経として足背外側を前方に走行し、さらに背側指神経となって小指外側を走り、浅腓骨神経の枝である中間足背皮神経と交通する。
脚部では、腓腹神経の枝と後大腿皮神経の枝が交通している。

## 臨床的意義
この神経は神経生検によく用いられる（腓腹神経が感覚神経一次ニューロン線維と交感神経節後線維で構成され、運動神経成分がないので術後後遺症として麻痺がなく、また感覚低下の範囲も狭いため）。また神経移植が行われる際の移植片として用いられることもある。

## 参考画像

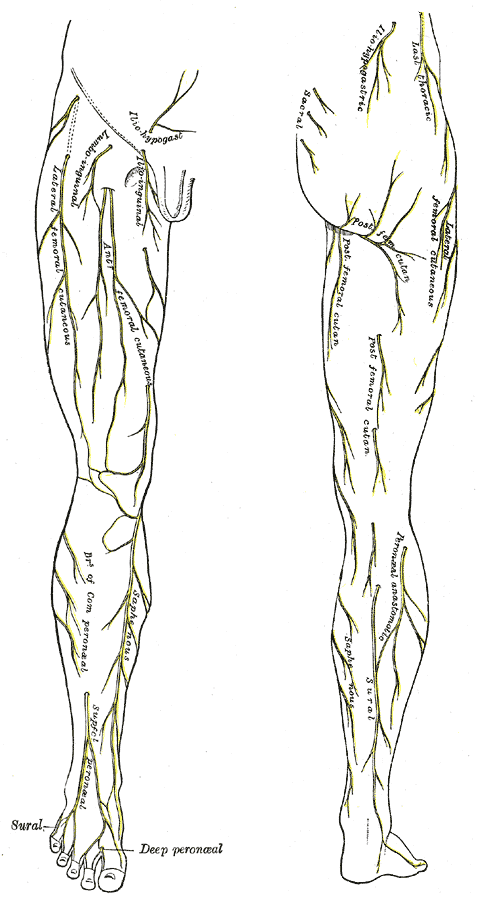
右下肢の皮神経の走行。前面および後面。
右下肢の皮神経の分布、前面および後面。
足底の皮神経分布の模式図。
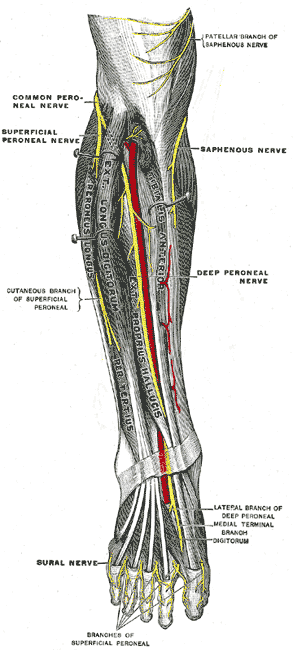
下腿前面の深部神経。
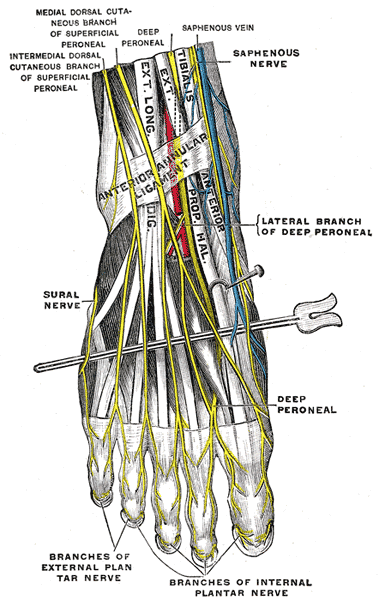
足背の神経。